# حاتم‌آباد (سلسله)
حاتم‌آباد (HatamAbad)، روستایی از توابع بخش فیروزآباد شهرستان سلسله در استان لرستان ایران است. زبان مردم این روستا لکی است.

## جمعیت
این روستا در دهستان فیروزآباد قرار دارد و بر اساس سرشماری مرکز آمار ایران در سال ۱۳۹۵، جمعیت آن ۲۲۴ نفر بوده که ۱۱۰ نفر مرد و ۱۱۴ نفر زن بوده اند. روستای حاتم آباد دارای ۶۲ خانوار می باشد.